# Kós Károly (építész)

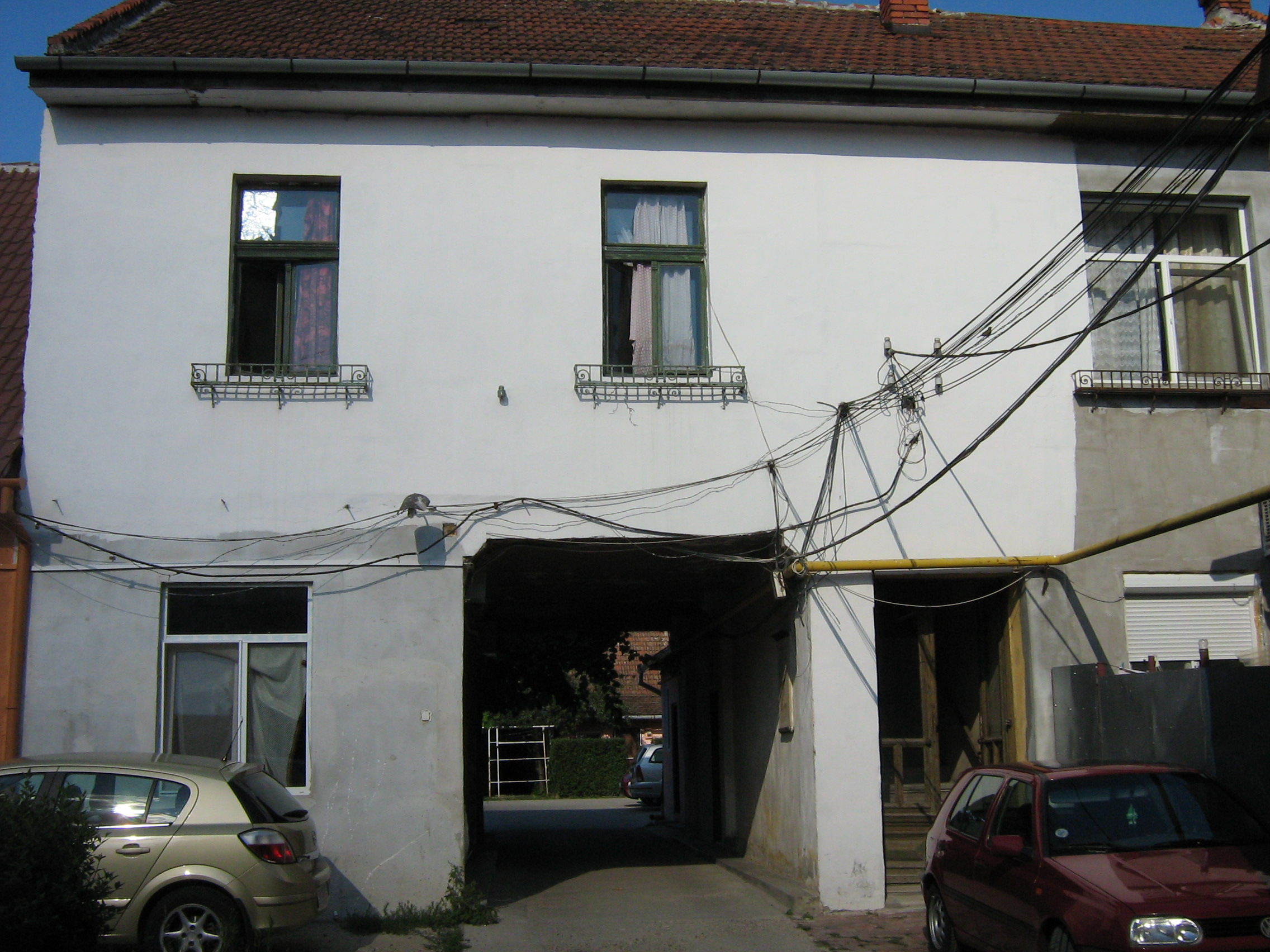
Szülőháza Temesvárott

Édesapám – az anyakönyvek tanúsága szerint – Szászrégenben született 1845-ben. Apja – nagyapám – Kósch (így) János, régeni  születésű (1805) régeni lakos, szíjgyártómester. Anyja – nagyanyám, nagyapám második felesége – ugyancsak szászrégeni születésű (1801) Miller Zsófia. Nagyapám apjáról – dédapámról – csak annyit tud az anyakönyv, hogy neve János és régeni lakos. De születési helyéről nem beszél. A hagyomány szerint ez a dédapám a szomszédos Unoka községben gyökeres földmíves Koósok (így) közül vándorolt ki és telepedett Régenbe, Mária Terézia vagy József császár idejében és szász famíliába házasodva utódai elszászosodtak. Ez a hagyomány annál inkább valószínű, mert a régeni anyakönyv csupán erről az egyetlen Kósch famíliáról tud és az erdélyi szász nemzetterületen ezen kívül nem volt és nincsen más ilyen nevű szász család (mely ma már Régenből is kipusztult). Igaz, hogy magyar Kósok (vagy Koósok) is Unokán kívül tudtommal csak még a háromszéki Márkosfalván voltak és vannak.
Kós Károlyː Életrajz
Kós Károly, eredeti nevén Kósch Károly (Temesvár, 1883. december 16. – Kolozsvár, 1977. augusztus 24.) magyar népies stílusú építész, író, grafikus, könyvtervező, szerkesztő, könyvkiadó, tanár, politikus. Tiszteletére „a magyar építészet napja” december 16-a.

## Életútja
Kósch Károly szász származású négygyermekes postatisztviselő egyetlen fiaként született. Édesanyja Sidonia Sivet francia-osztrák származású volt. Középiskolai tanulmányait a kolozsvári református kollégiumban végezte, ezután a budapesti József Nádor Műegyetem mérnöki szakára jelentkezett. Két év múlva átiratkozott az építész szakra, ahol 1907-ben szerzett diplomát.
Kezdő építészként különböző építészeti irodákban dolgozott (Pogány Móric, Maróti Géza, Györgyi Dénes), majd a Székelyföld építészetét tanulmányozta. Tervezői munkájában elsősorban a kalotaszegi népi architektúra, az erdélyi népművészet és történelmi építészeti emlékek motívumait igyekezett felhasználni. 1912-ben Régi Kalotaszeg c. illusztrált építészeti tanulmányát a Magyar Mérnök- és Építész-Egylet Czigler-érmével tüntették ki. 1916-ban őt bízták meg IV. Károly király koronázási ünnepsége díszleteinek tervezésével.
1910-ben földet vásárolt a kalotaszegi (Alszeg) Sztánán, felépítette nyaralóját (későbbi lakóházát) és feleségül vette a türei református lelkész leányát, Balázs Idát. Gyermekeik közül Kós Balázs (1912–1967) mezőgazdasági szakíró, szerkesztő, Kós András (1914–2010) szobrászművész, Koós Zsófia (1916–1990) színésznő, ifj. Kós Károly (1919–1996) néprajzkutató, író lett. 1917–1918 során állami ösztöndíjjal Isztambulba ment tanulmányútra. 1944 őszén sztánai otthonának – románok általi – kifosztása után Kolozsvárra menekült.
1919-ben megalakította a Kalotaszegi Köztársaságot.
1924-ben írótársaival megalapította az erdélyi írók önálló könyvkiadó vállalatát, az Erdélyi Szépmíves Céhet, amelynek megszűnéséig, 1944-ig tagja volt. Egyik alapító tagja volt az 1926-ban alakult helikoni közösségnek, amelynek folyóiratát, az Erdélyi Helikont 1931-től ő szerkesztette. 1948–49-ben a Világosság c. kolozsvári lap belső munkatársa volt.
Élete során több közéleti szerepet vállalt: 1912 telén Sztánán Kalotaszeg címmel lapot indított, 1921-ben (Paál Árpáddal és Zágoni Istvánnal közösen) megjelentette a Kiáltó szó című röpiratát. Alapító tagja volt az Erdélyi Néppártnak (1921) és 1922-ben Vasárnap címmel képes politikai újságot indított és szerkesztett. A második világháború után, a demokratikus átalakulásban reménykedve, újra politikai szerepet vállalt és a Magyar Népi Szövetség Kolozs megyei elnöki tisztségét töltötte be, majd 1946–1948 között nemzetgyűlési képviselő volt.
1940-től a kolozsvári Mezőgazdasági Főiskolán mezőgazdasági építészetet tanított. 1945-től a Főiskola dékánja, majd 1953-ig tanára volt.

## Munkássága

### Építészként
- 1908: Lakóház szülei számára, Kolozsvár
- 1908–1909: Óbudai református templom parókiája, 1033 Budapest, Kálvin köz 4.
- 1908–1910: Zebegényi Havas Boldogasszony-templom, 2627 Zebegény, Petőfi tér 440. – (Jánszky Bélával)
- 1909–1913: Gázgyár, központi épület és munkáslakóházak, Marosvásárhely
- 1909–1912: A Fővárosi Állat- és Növénykert több pavilonja, 1146 Budapest, Állatkerti körút 6-12. (Zrumeczky Dezsővel):
  - Tigrisház (ma India-ház)
  - Madárház (ma Ausztrál-ház)
  - Bivalyház (1945-ben elpusztult) – 2010-ben újjáépítették
  - Zsiráfház (1945-ben elpusztult) – 2010-ben újjáépítették
  - Krokodilház (1934-ben elbontották) – 2006-ban újjáépítették
  - Tejcsarnok (1970-ben elbontották) – 2008-ban újjáépítették
  - Parasztudvar
  - Majomház (ma: Madagaszkár-ház)
  - Rágcsálóház
  - Norvég-ház (1998-ban átépítették)
  - Kenguruház (ma: Makiház)
  - Fácános
  - Zebraistáló (ma: Mérgesház)
  - Szarvasház (1984-ben átköltöztették az Állatkert egy másik helyére)
  - Strucc-ház (1986-ban lebontották elpusztult)
  - Kisebb épületek, szabadtéri terráriumok (pl. Mókusházikó, büfé-épületek stb.)
- 1910: Sztánai lakóháza: a „Varjúvár”, 457018 Sztána, Vasútállomás
- 1910–1912: Városmajor utcai iskola, 1122 Budapest, Városmajor u. 59. (Györgyi Dénessel)
- 1911: Vécsey-kúria, Szada[10]
- 1911–1912: Sepsiszentgyörgyi Székely Nemzeti Múzeum, Szabadság tér 7.
- 1912–1913: „Wekerle” Munkás és Tisztviselőtelep központja, Kós Károly tér 10.
- 1912–1913: Református templom („Kakasos templom”), Kolozsvár, Monostori út
- 1913: Lakóépület, 1192 Budapest, Kós Károly tér 2.
- 1913: Lakóépület, 1192 Budapest, Kós Károly tér 3.
- 1913: Lakóépület, 1192 Budapest, Kós Károly tér 12.
- 1913?: Kapuépület, 1192 Budapest, Kós Károly tér
- 1913: Bagolyvár étterem, 1146 Budapest, Gundel Károly út 4.
- 1922: Lakóépület, 1192 Budapest, Kós Károly tér 11.
- 1922: Harangláb, Kolozsmonostor
- 1923: Írisz Porcelángyár, Kolozsvár
- 1925: Templom, Felek
- 1925: Templom, Bánffyhunyad
- 1927: Templom, Kispetri
- 1927: Templom, Sztána
- 1928: Református népiskola, Marosvécs
- 1928: Templom, Erdőfalva
- 1928: Templom, Fejérd
- 1929–1930: Református elemi iskola, Sepsiszentgyörgy
- 1931: „Kós-ház”, Kós tervei alapján készült, eredetileg lakóház, 3529 Miskolc, Görgey u. 32.
- 1935: Templom, Bábony
- 1936: Kultúrház, Körösfő
- 1937: Templom, Ketesd
- 1940?: Gyimesi határőrlaktanyák
- 1942: Mezőgazdasági Iskola, Marosvásárhely
- 1943: Műcsarnok, Kolozsvár
- 1943: KALOT székely népfőiskola, Csíksomlyó
- 1944: Mátyás király szülőházának részbeni restaurálása, Kolozsvár (Lux Gézával)
- 1945: Kultúrház, Györgyfalva;
- 1947: Kultúrház, Kispetri;
- 1948: 1994-ben Siklód új temploma készült el Kós Károly 1948-as tervei alapján[11]
- 1948: Református templom, Kolozsvár-Írisztelep (Debreczeni Lászlóval)
- 1948: Ravatalozó, Szamosújvár
- 1953: Református parókia, Nagypetri
- 1956: Református templom és imaház, Egeres-Ferencbánya
- 1957: Kultúrház-terv, Köröstárkány.
- 1960: Református parókia terve, Magyardécse
- 1960: Református parókia, Farnas
- 1960: Református parókia, Magyardécse
- 1961: Református parókia, Misztótfalu
- 1961: Református parókia, Kalotaszentkirály.
- ?: Tejcsarnok, Méra
- ?: Általános Iskola, Kolozs
- ?: Művelődési otthon, Mákófalva

### Restaurált épületek[12]
- 1936: Református templom, Bonchida
- 1936-1937: Bánffy-kastély, Bonchida
- 1947-1948: Református templom, restaurálás, bővítés, új torony építése, Körtvélyfája;
- 1946: Református templom, Szék (Entz Gézával, Sebestyén K. Józseffel)
- 1957: Református templom – restaurálás és új torony építése, Magyarvista
- 1957: a magyarbikali református templom helyreállítása

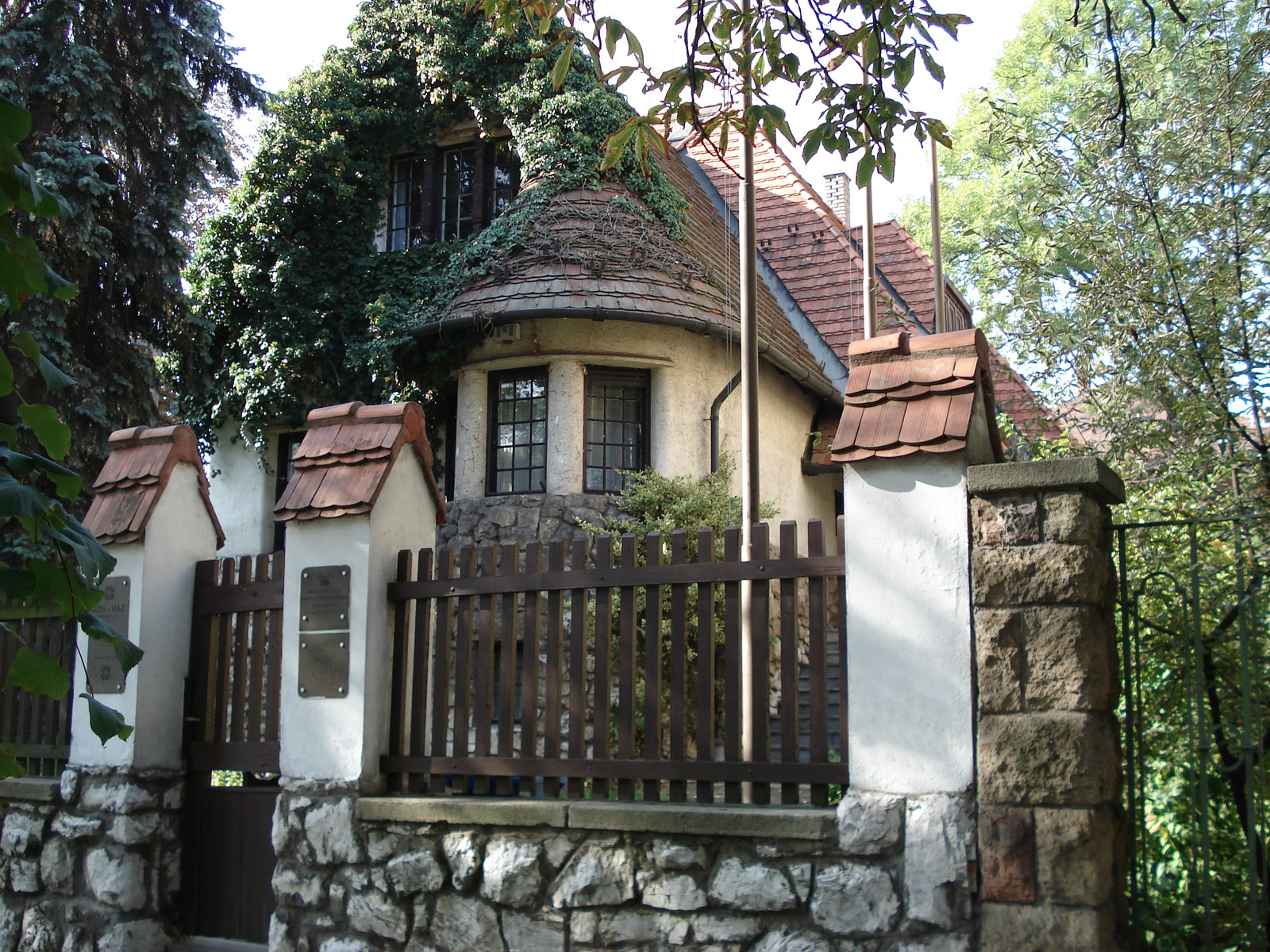
Kós Károly tervezte Volt villa, 1928 (Miskolc, Görgey Artúr utca 32)
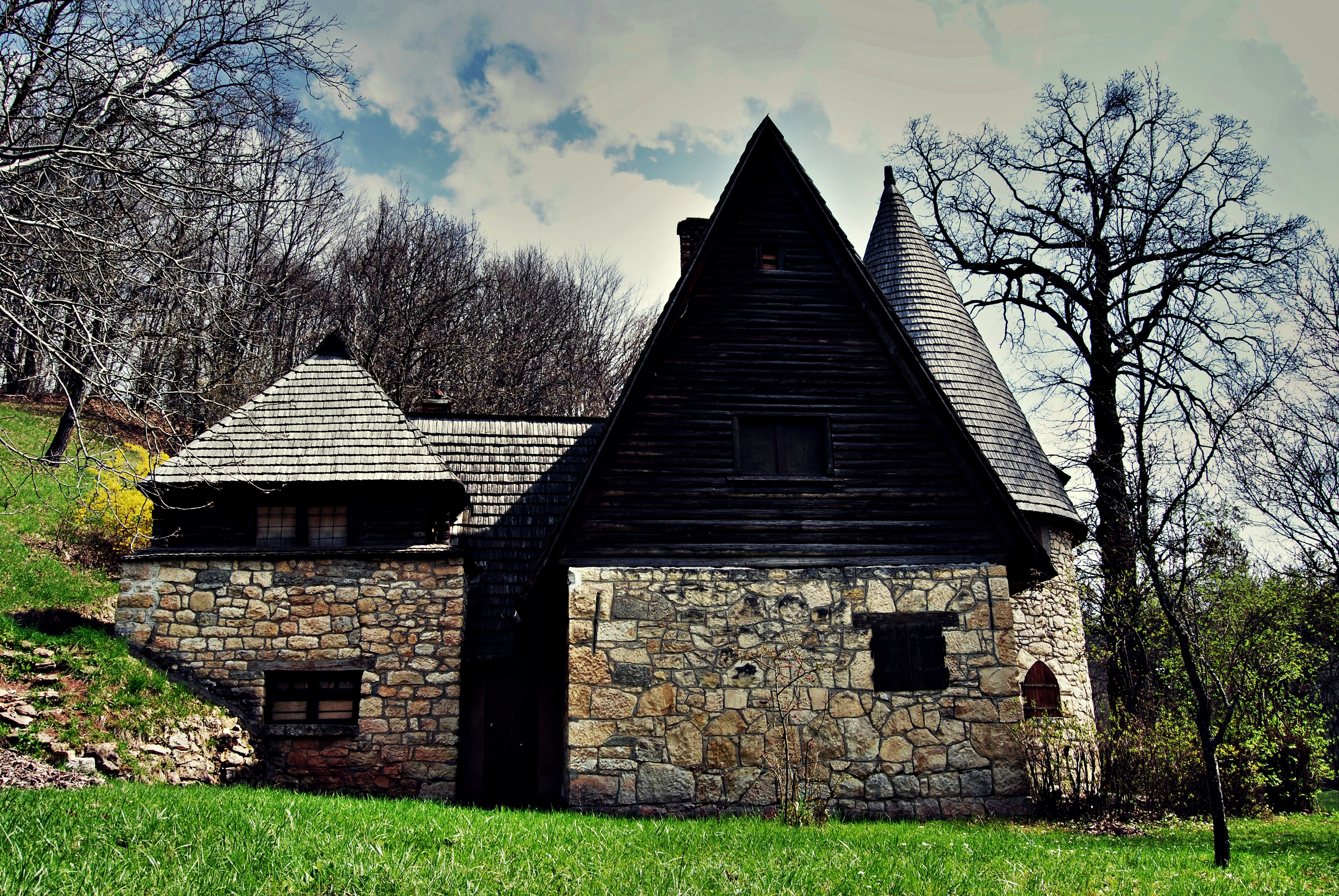
Kós Károly sztánai otthona, a „Varjúvár”
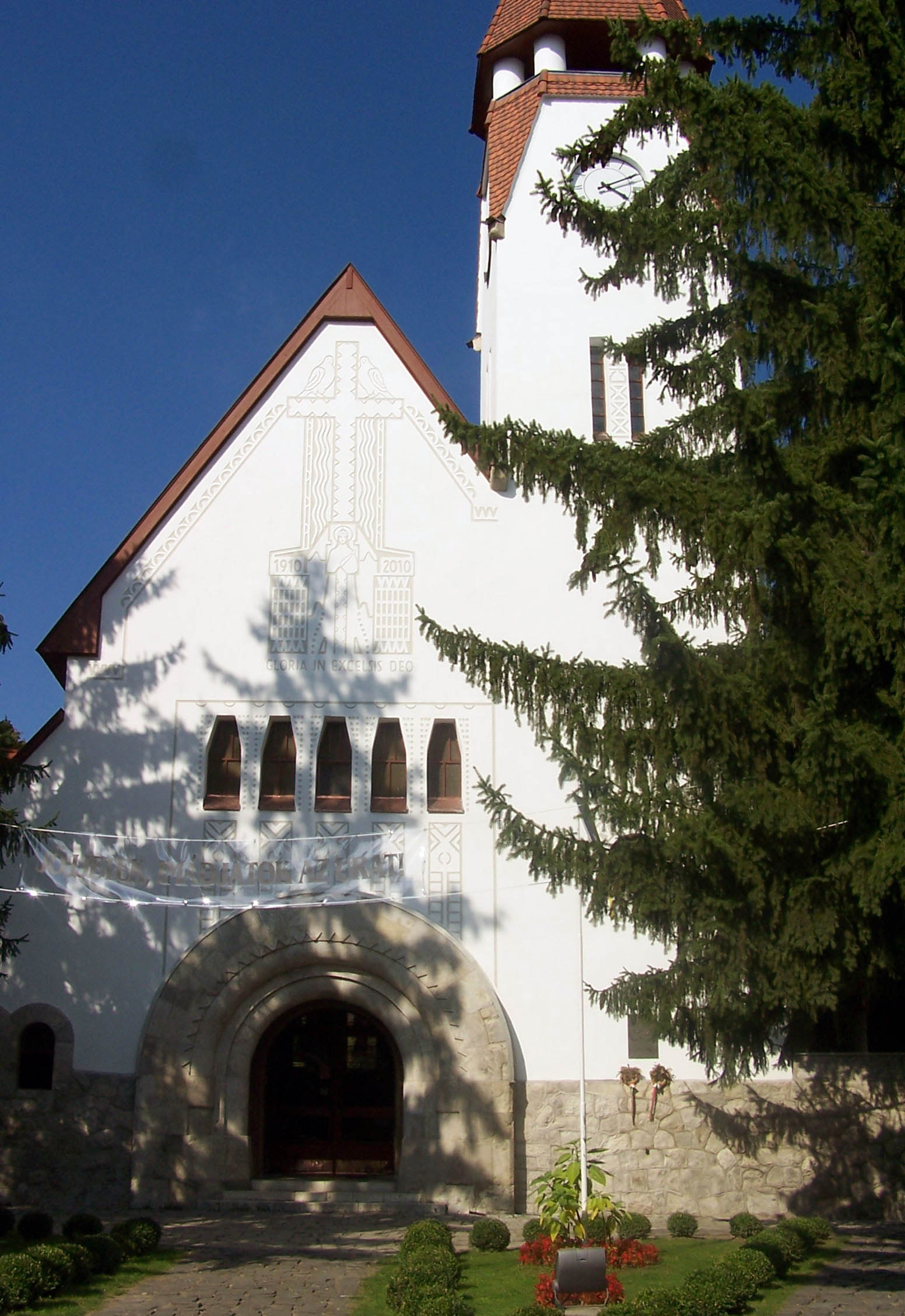
Zebegényi katolikus templom
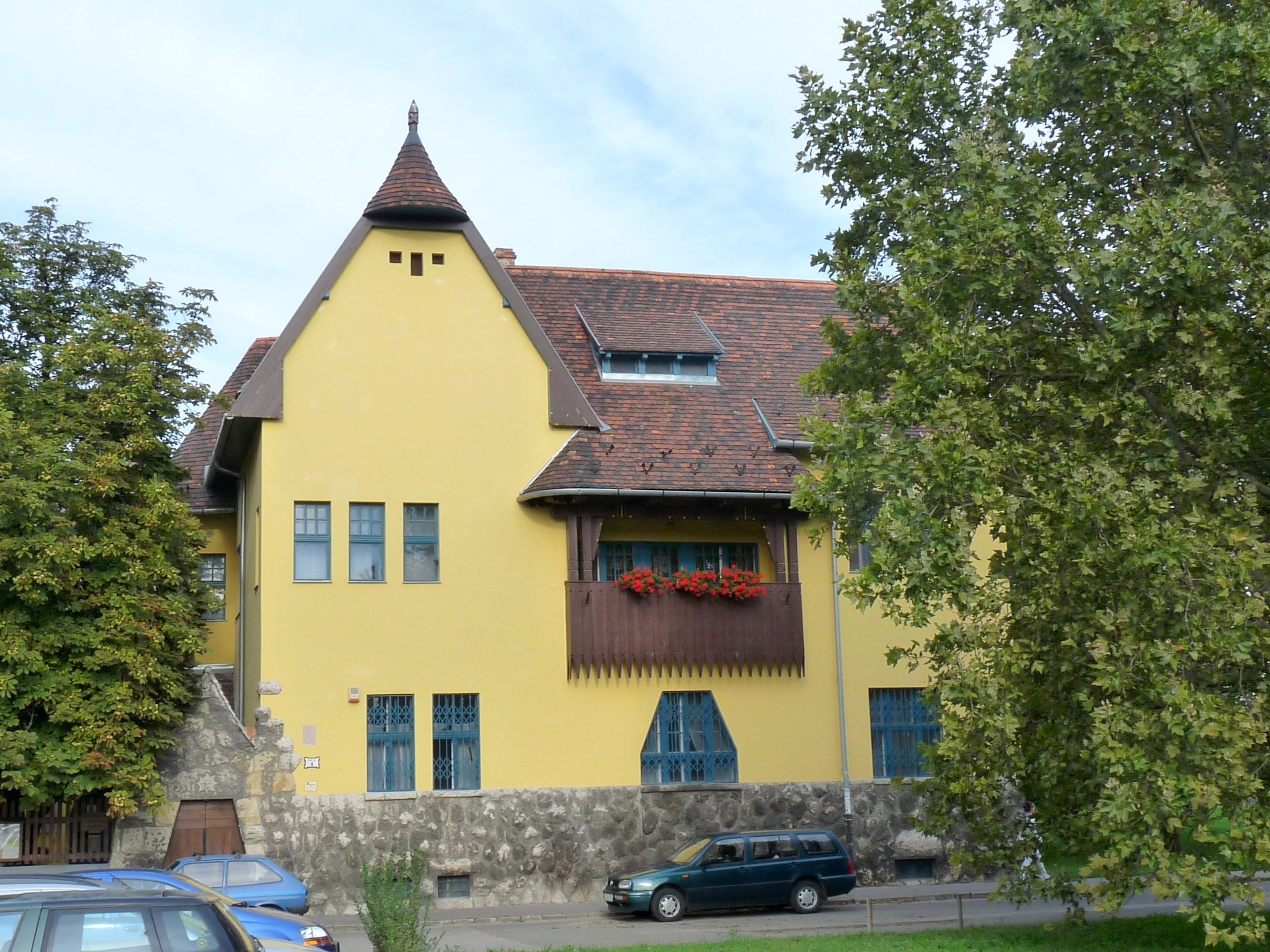
Református parókia Óbudán
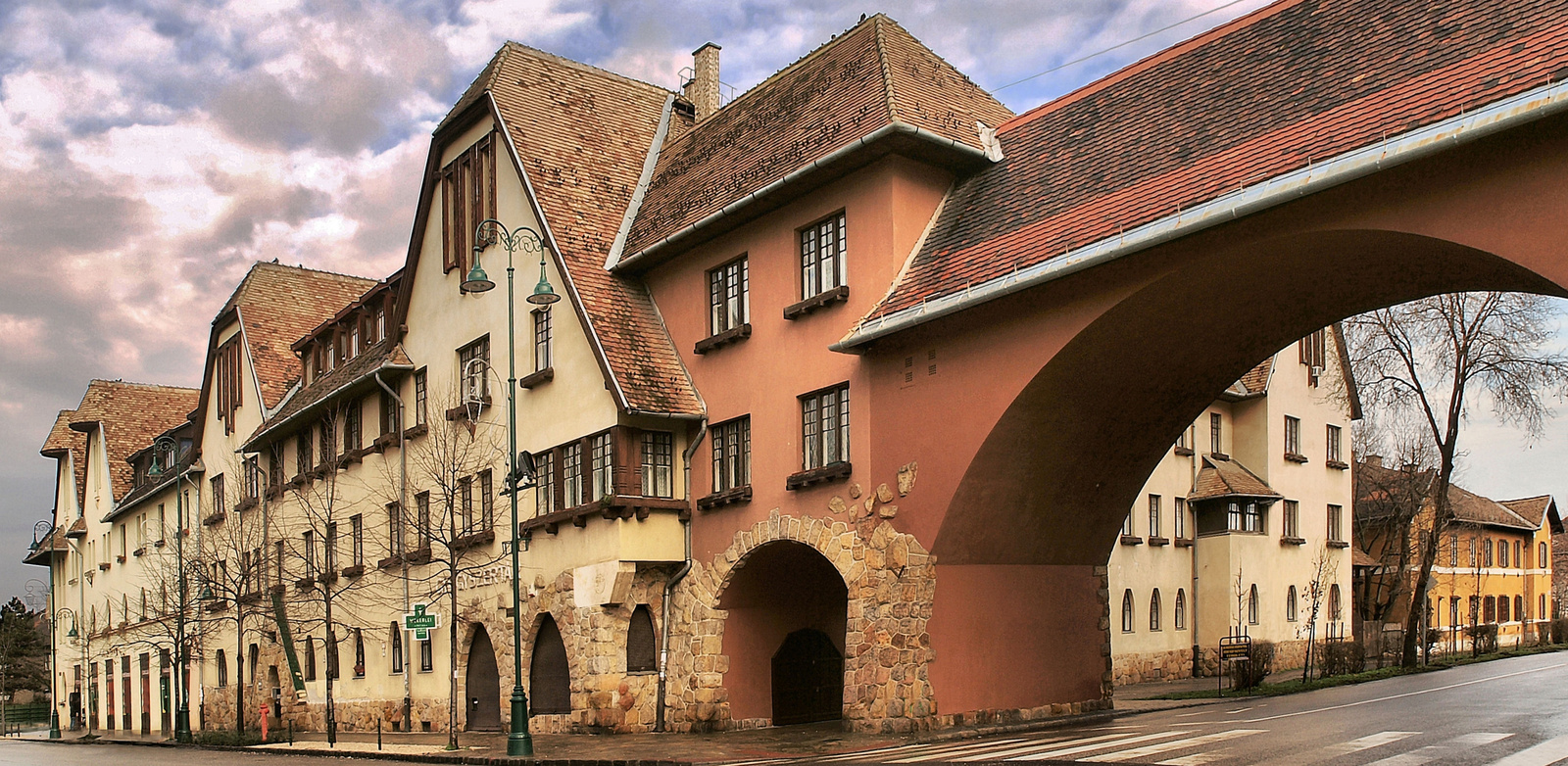
A budapesti Wekerletelep általa tervezett két épületének egyike, valamint az Ady Endre út felé nyíló, szintén általa tervezett kapu a róla elnevezett Kós Károly téren
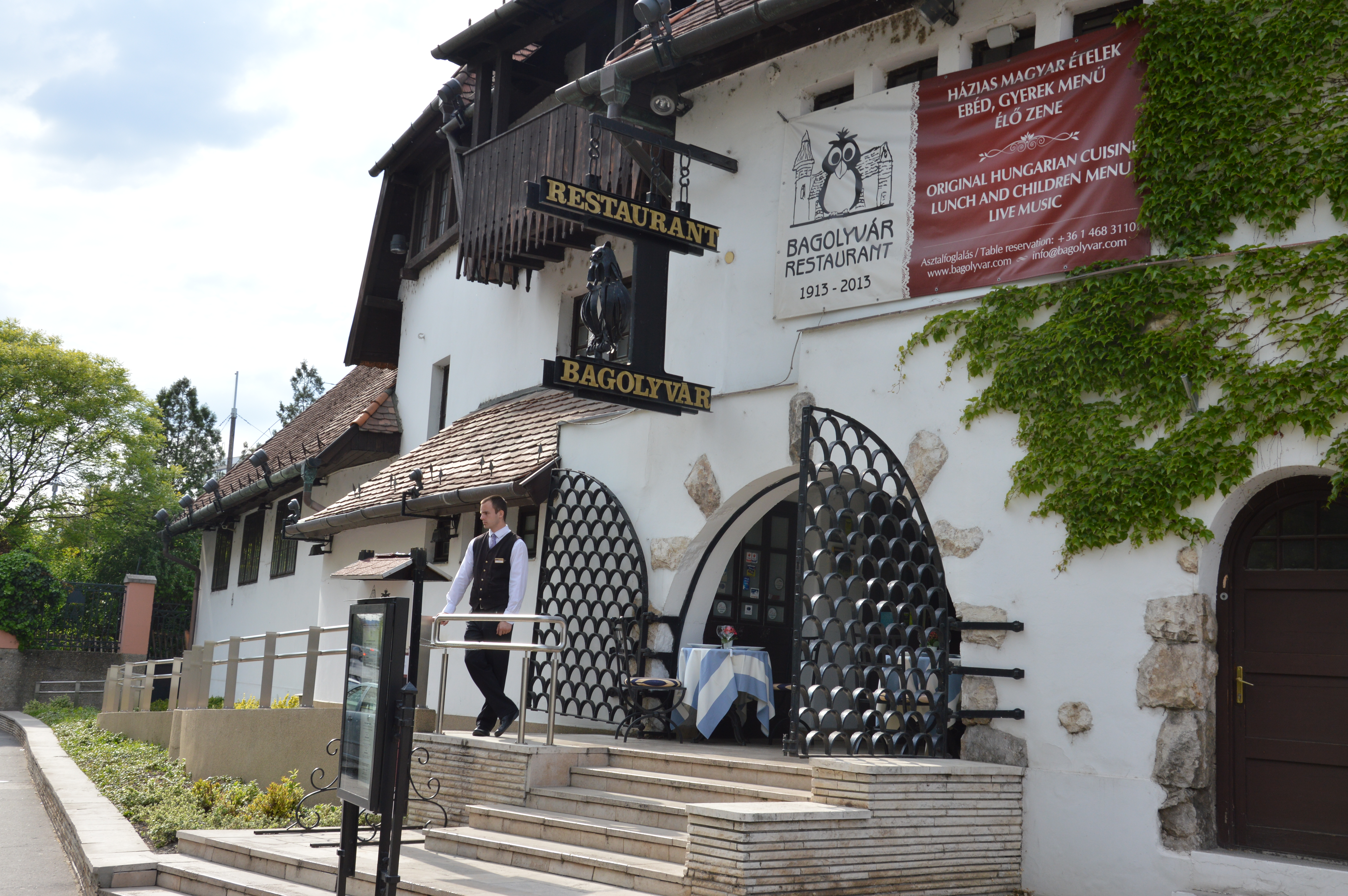
A városligeti Bagolyvár étterem

### Írói munkássága
- Erdélyország népének építése (1908)
- Atila királról. Ének; Athenaeum Ny., Budapest, 1909 – ballada (1909, 1923) saját kézi szedés, nyomás, fűzés, kötés, linómetszetekkel[13]
- Régi Kalotaszeg; Athenaeum Ny., Budapest, 1911
- Testamentum és agrikultura (1915) saját kézi szedés, nyomás, fűzés, kötés, linometszetekkel
- Sztambul. Várostörténet és architektura, Franklin Ny., Budapest–Konstantinápoly, 1918 (A Konstantinápolyi Magyar Tudományos Intézet közleményei)
- Gálok – kisregény (1919)
- Kiáltó szó – röpirat (1921)
- Erdély kövei (1922) – saját kézi szedés, nyomás, fűzés, kötés, linometszetek
- Varjú-nemzetség, ill. a szerző; Erdélyi Szépmíves Céh, Cluj-Kolozsvár, 1925 (Erdélyi Szépmíves Céh I.)
- A lakóház művészete; Minerva, Cluj-Kolozsvár, 1928
- Erdély. Kultúrtörténeti vázlat; ill. a szerző; Genius, Budapest, 1929
- A Gálok. Kis regény és elbeszélések; Minerva, Cluj-Kolozsvár, 1930 (Pásztortűz könyvtár)
- Kalotaszeg; Erdélyi Szépmíves Céh, Kolozsvár, 1932 (Erdélyi Szépmíves Céh VI.)
- Az országépítő. Történeti regény; Révai, Budapest, 1934 (Erdélyi Szépmíves Céh kiadványa VII. sorozat)
- Budai Nagy Antal – színmű (1936)
- István király – színmű (1942)
- A székely népi építészet; Egyetemi Ny., Budapest, 1944 (A Mérnöki Továbbképző Intézet kiadványai)
- Erdély népi gazdasági építészete (1944)
- Erdély. Kultúrtörténeti vázlat; ill. a szerző; s.n., Kolozsvár, 1944 (Az Erdélyi Szépmíves Céh jubileumi díszkiadása)
- Budai Nagy Antal históriája; Méhkas Diákszövetkezet, Kolozsvár, 1945
- Falusi építészet; Józsa Béla Athenaeum, Kolozsvár, 1945 (Hasznos könyvtár)
- Budai Nagy Antal. Színjáték; Józsa, Kolozsvár, 1947 (Műkedvelők színpada)
- A kollektív gazdaság üzemi épületberendezése (1954)
- Mezőgazdasági építészet; Mezőgazdasági és Erdészeti, Bukarest, 1957
- Hármaskönyv. Szépírás, publicisztika, grafika; bev. Balogh Edgár; Irodalmi, Bukarest, 1969
- Kalotaszegi krónika. Hét írás; Kriterion, Bukarest, 1973 (Romániai magyar írók)
- A havas. Elbeszélések; Dacia, Kolozsvár-Napoca, 1983
- "Nem spekuláltam, éltem...". Válogatás Kós Károly születésének 100. évfordulójára, 1883–1983; Népművelési Intézet, Budapest, 1984
- Életrajz; szerk., utószó Benkő Samu; Kriterion, Bukarest, 1991
- Erdélyország népének építése; Balassi–Polis, Budapest–Kolozsvár, 1996
- Testamentum és agrikultúra. Válogatás a szerző életművéből; előszó Mészáros József; Gazda, Kolozsvár, 1997
- Kós Károly levelezése Czine Mihállyal; A Magyar Nyelv és Kultúra Nemzetközi Társasága–Anyanyelvi Konferencia, Budapest, 2000 (Nyelv és lélek könyvek)
- Kós Károly levelezése; összegyűjt., sajtó alá rend., szerk., tan., jegyz. Sas Péter; Mundus, Budapest, 2003 (Mundus – új irodalom)
- Könyv a lovakrul; kézirat hasonmás kiad.; Kós Károly Alapítvány, Budapest, 2008
- Kidőlt a kereszt; Lazi, Szeged, 2009
- Édes Idám! Kós Károly levelei feleségéhez. 1911–1918, 1946–1948; bev., jegyz. Benkő Samu; Polis, Kolozsvár, 2011
- Kós Károly publicisztikája; összegyűjt., sajtó alá rend., szerk., előszó Sas Péter; Pallas-Akadémia, Csíkszereda, 2014
- Népi földművelés Kalotaszegen. 1941–1944. évi helyszíni gyűjtés alapján; Művelődés Egyesület–Szentimrei Alapítvány, Kolozsvár–Sztána, 2016 (Sztánai füzetek)
- Évszámnovellák. 1919, 1940, 1944; szerk. Medvigy Endre; Időjel, Pilisvörösvár, 2019
- Vallomások Erdélyről; szerk.: Sas Péter, Erdélyi Szalon Kiadó, 2022

## Díjak, elismerések

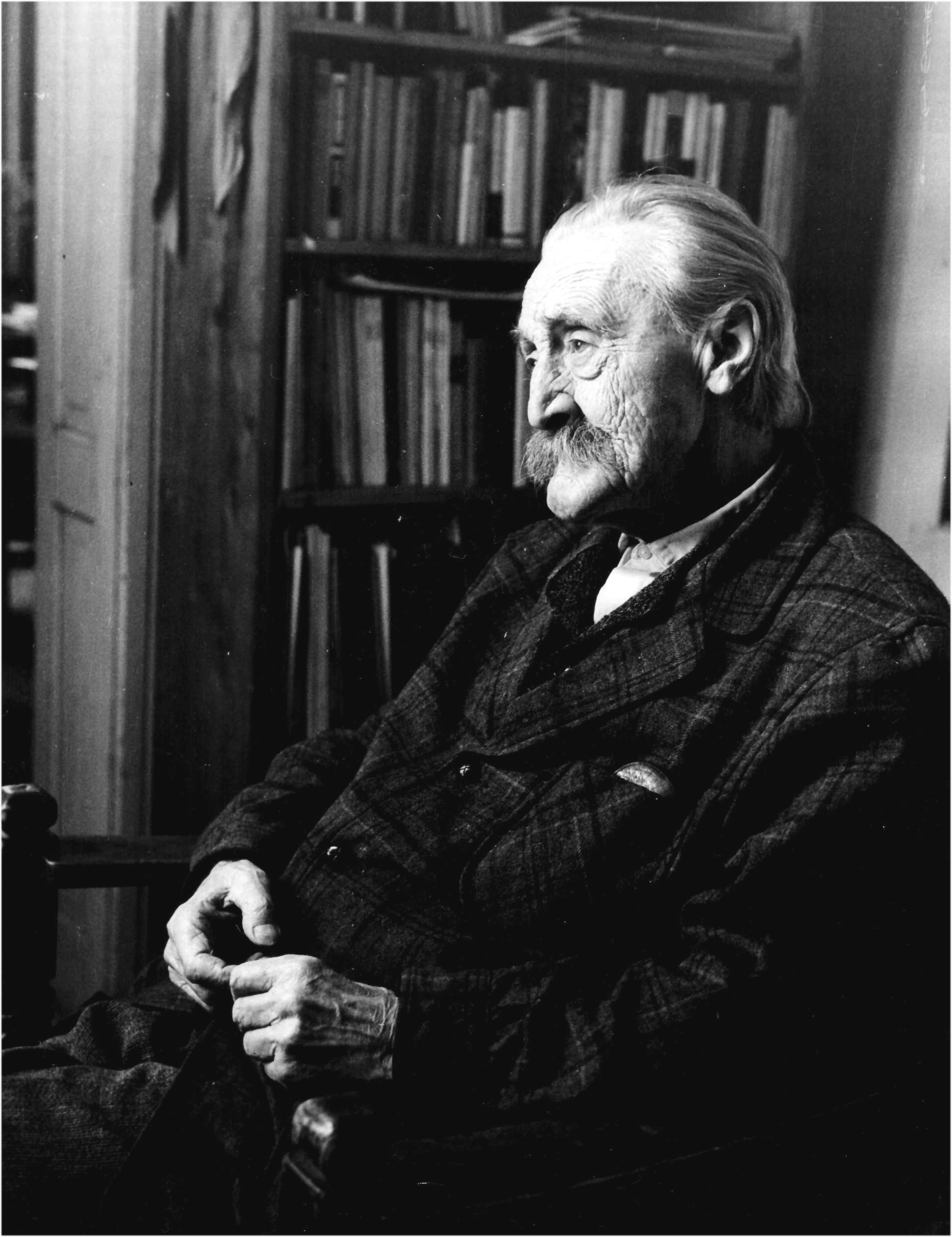
Csomafáy Ferenc felvétele

- 1916-ban megkapta a Ferenc József-rend Lovagkeresztjét.[14]
- 1938-ban az Országépítő regényért Baumgarten-díjat kapott.[14]
- 1940-ben az erdélyi magyarságért végzett munkájáért Corvin-koszorúval tüntették ki.[14]
- 1944-ben a Magyar Mérnök és Építész Egyesület Czigler-éremmel tüntette ki.[14]
- 1958-ban irodalmi és közéleti tevékenységéért a Románia Nagy Nemzetgyűlésének Elnöksége a Munka Érdemrend I. fokozatával tüntette ki.[14]
- 1966-ban a Budapesti Műszaki Egyetem díszdoktorává avatta.[14]
- 1968-ban az Államtanács a Kulturális Érdemrend I. fokozatával tüntette ki.[14]
- 1973-ban a Román Szocialista Köztársaság Államtanácsa az „Augusztus 23” érdemrenddel, a Magyar Népköztársaság Elnöki Tanácsa a gyémántokkal ékesített Zászlórend I. fokozatával tüntette ki.[14]
- 2010-ben posztumusz Ybl Miklós-díjban részesült.

## Emlékezete
Emlékét őrzi Budapest XIV. kerületében a városligeti a Kós Károly sétány, Budapest XIX. kerületében a wekerletelepi Kós Károly tér, valamint a Kispesti Kós Károly Általános Iskola, temesvári szülőházának oldalfalán pedig egy emléktábla és még számos emléktábla a Kárpát-medencében.
Nevét országszerte több iskola viseli. A Városmajori Kós Károly Általános Iskola melletti lépcsőn 2013. december 13-án adták át emlékművét.
Emlékezetét ápolja a Kós Károly Egyesülés, illetve a Kós Károly Alapítvány. Lásd: Tíz éves a Kós Károly Egyesülés; szerk. Gerle János; Kós Károly Alapítvány, Budapest, 1999.
1999 óta minden év december 16-án, Kós Károly születése évfordulóján a földművelésügyi és vidékfejlesztési miniszter, a Kós Károly-díj bizottság előterjesztése alapján Kós Károly-díjat adományoz a településvédelem és településszépítés területén végzett kimagasló, eredményes egyéni és csoportos munkáért.

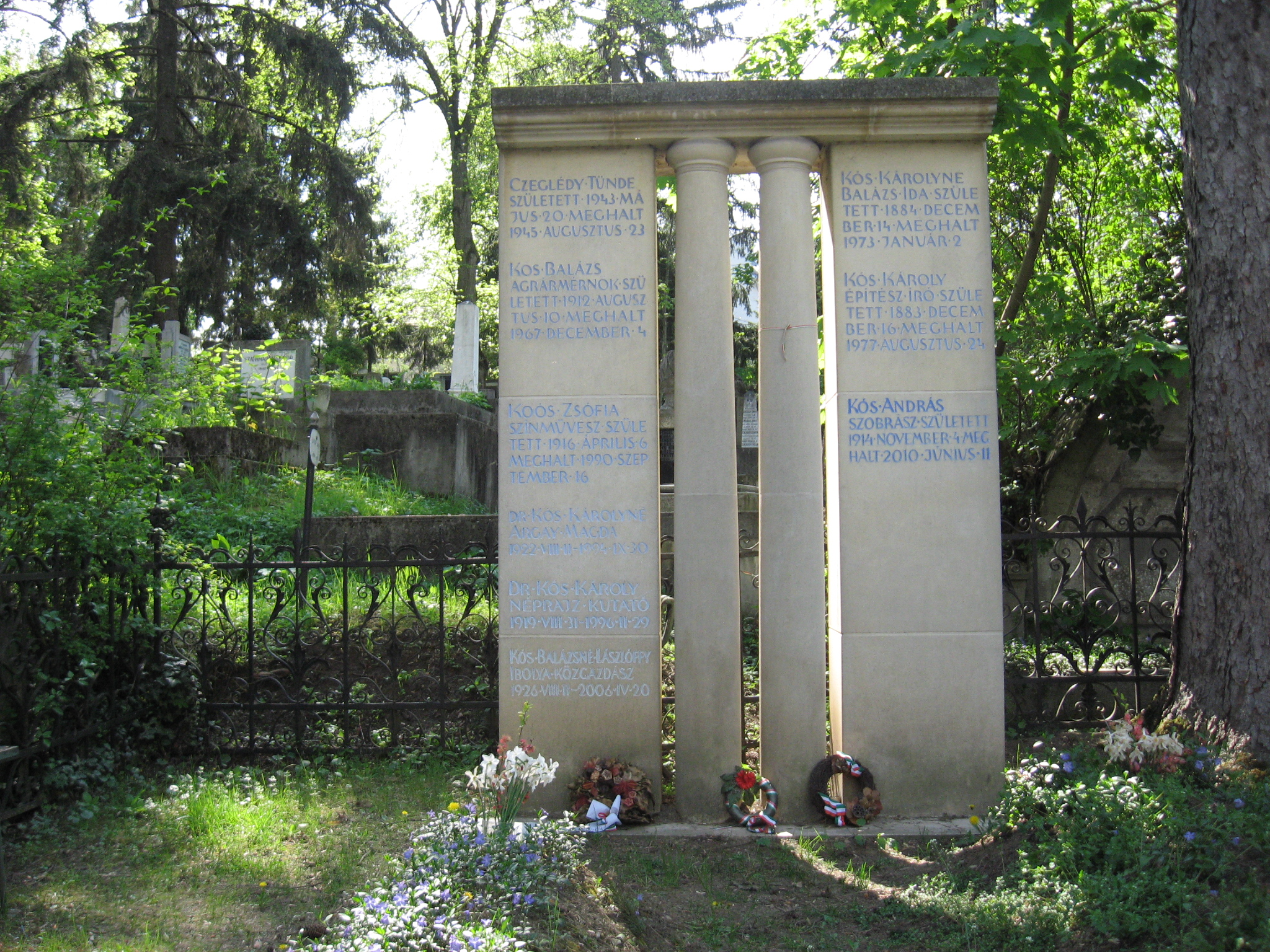
Kós Károly sírja Kolozsváron, a Házsongárdi temetőben
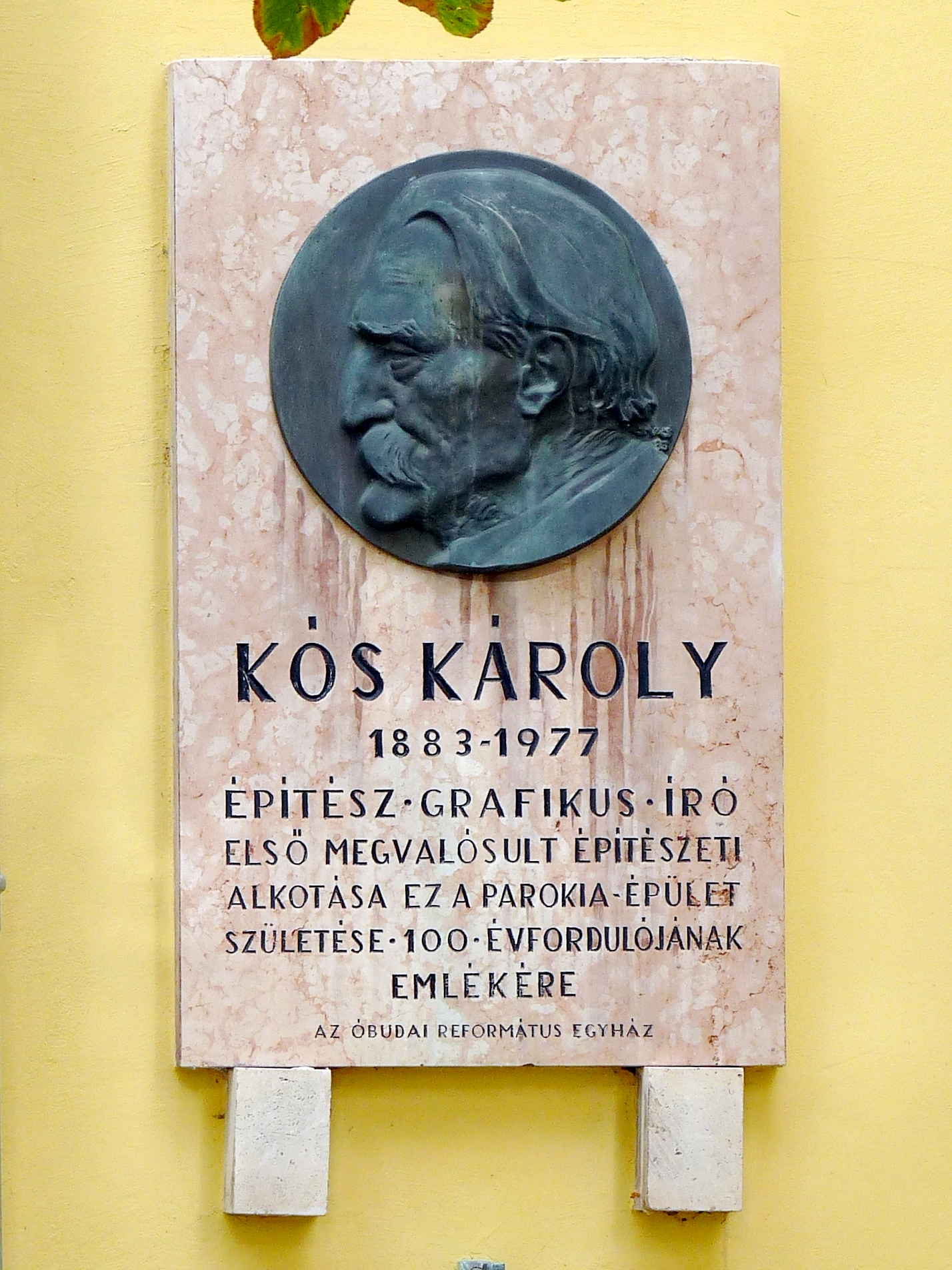
Emléktáblája az általa tervezett óbudai református parókia falán
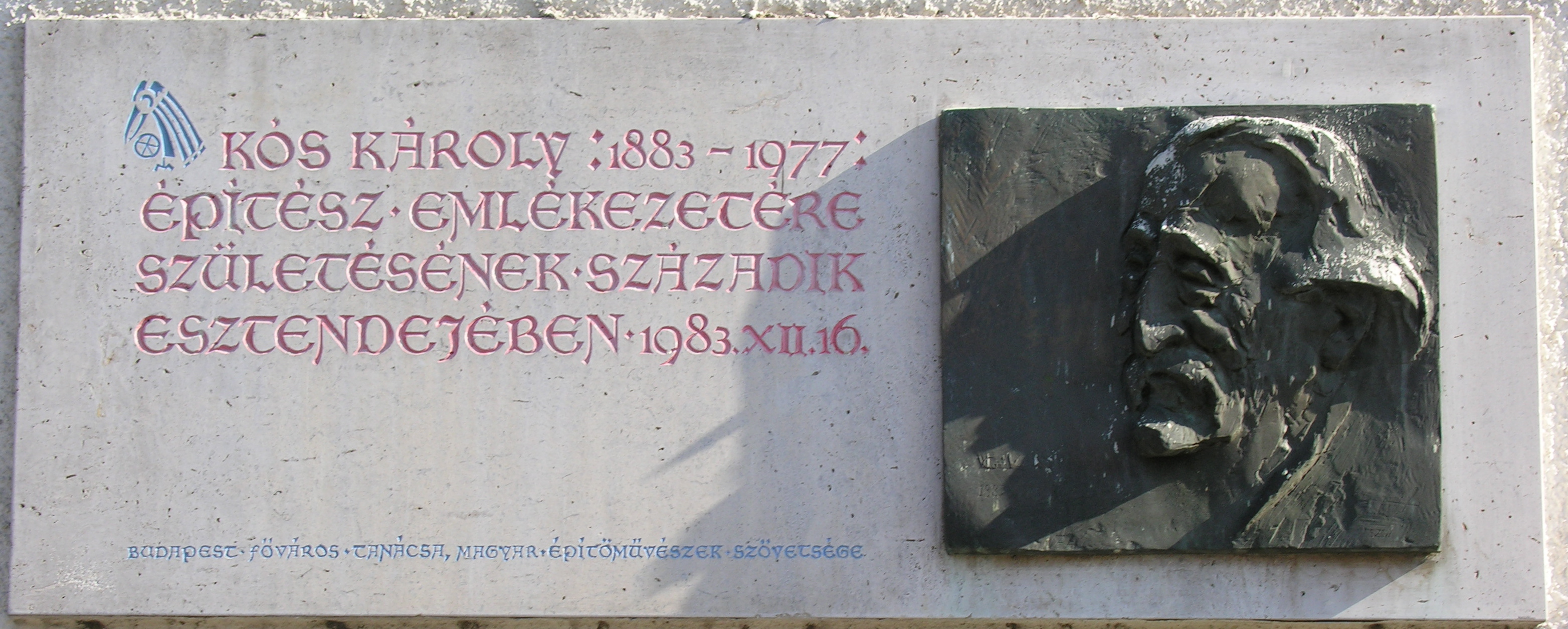
Emléktáblája, Budapest XIX., Kós Károly tér 3.
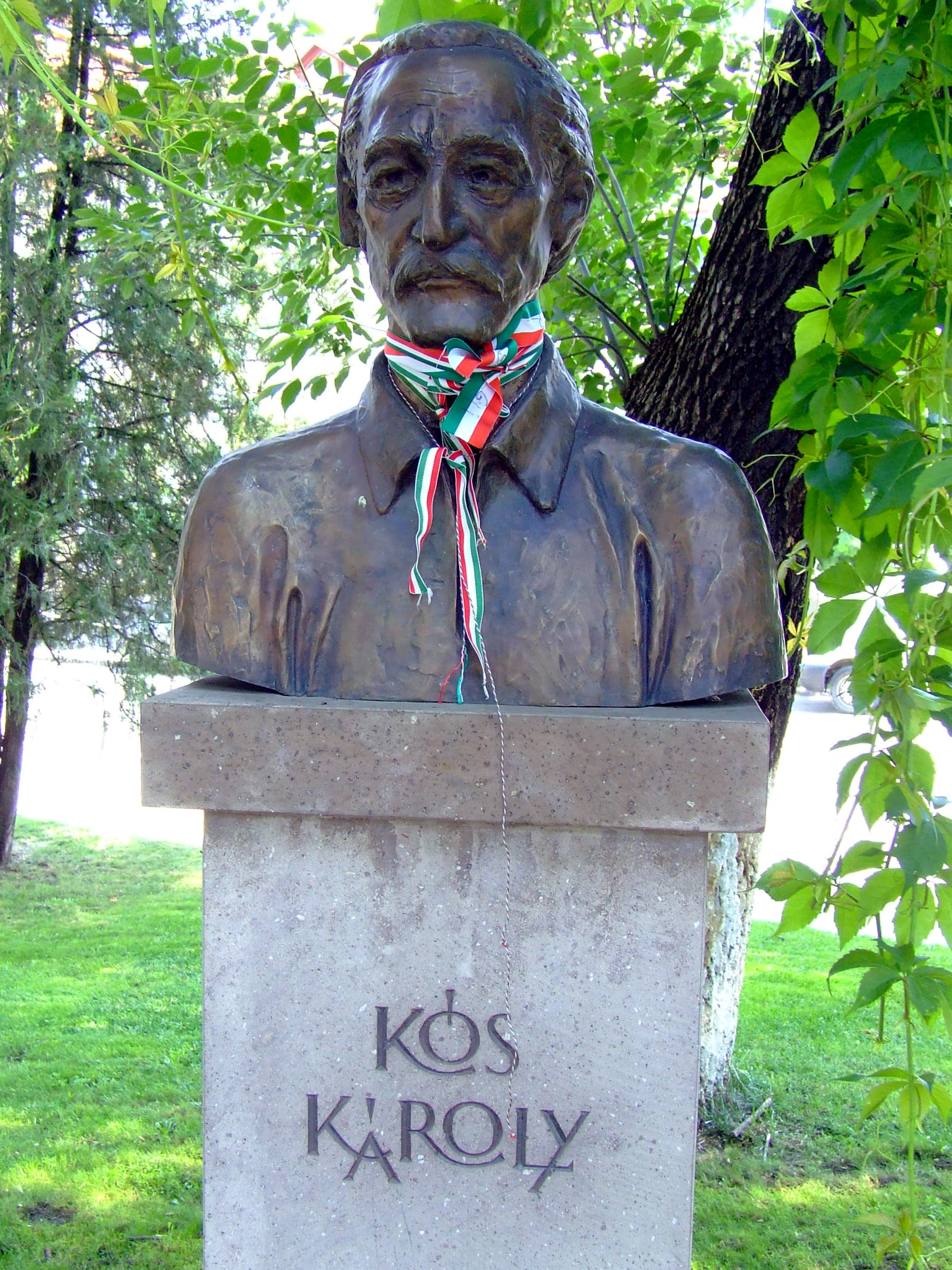
Szobra Székelyudvarhelyen
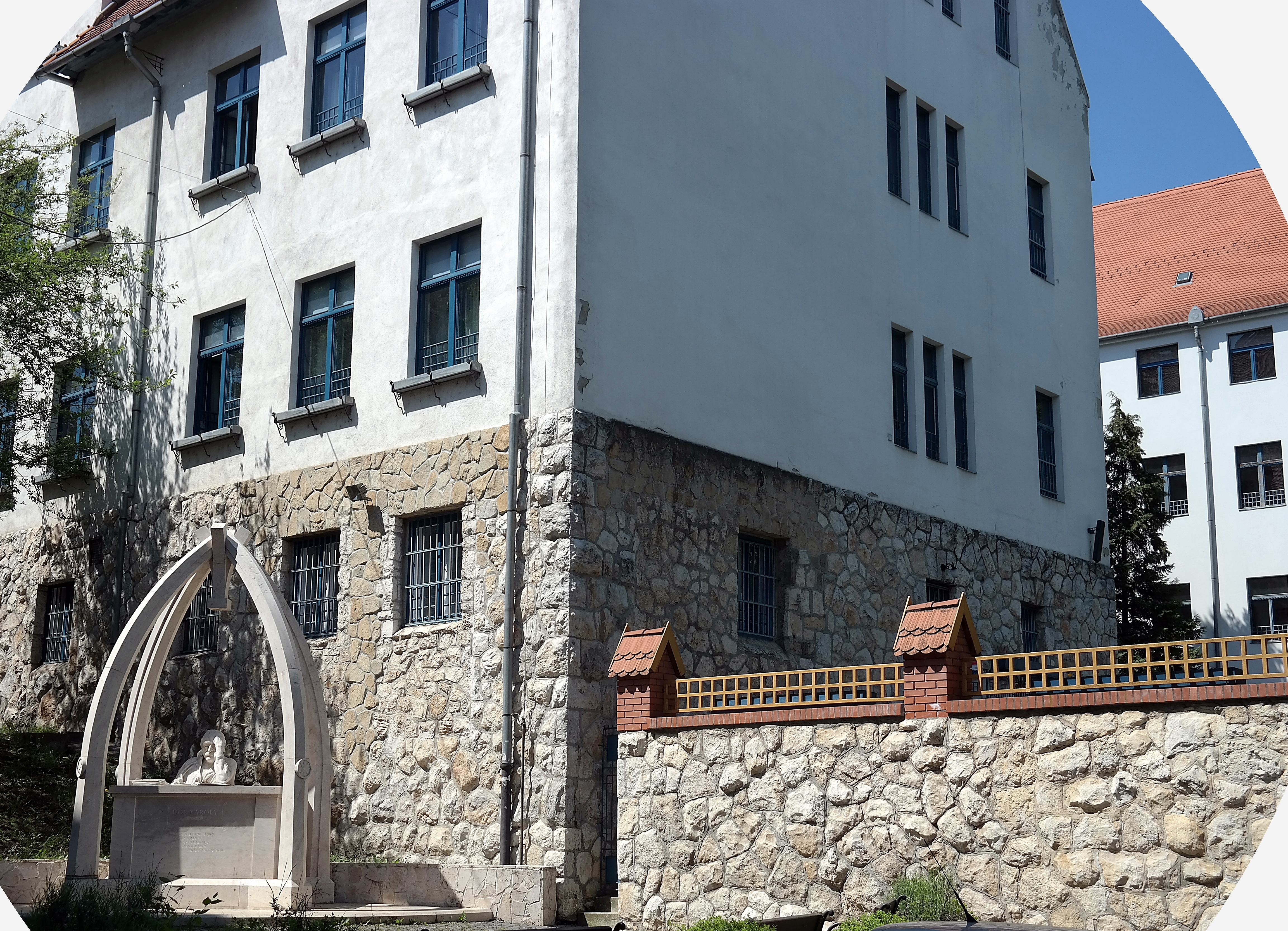
Emlékműve, a Györgyi Dénessel közösen tervezett Városmajor utcai iskola mellett Alkotók: Melocco Miklós, Szénási József, Guth Bence